# Dorcopsis atrata
Il dorcopside nero (Dorcopsis atrata Van Deusen, 1957), noto anche come wallaby di foresta nero, è una specie di marsupiale della famiglia dei Macropodidi. È endemico di Goodenough, una piccolissima isola (meno di 100 km²) al largo della Papua Nuova Guinea. Vive nelle foreste montane di querce tropicali ad un'altitudine compresa tra i 1000 e i 1800 m. Si ritiene che la femmina dia alla luce un unico piccolo. Questo marsupiale compie degli spostamenti stagionali verso altitudini inferiori. Sebbene in passato venisse cacciato a scopo alimentare dagli indigeni, ora la caccia è notevolmente diminuita e la minaccia principale alla sua sopravvivenza è costituita dalla deforestazione.